# Franco Castellano
Franco Castellano (* 20. Juni 1925 in Rom; † 28. Dezember 1999 ebenda) war ein italienischer Drehbuchautor und Regisseur.

## Leben
Castellano schloss in Ingenieurwissenschaften ab und gehörte wie viele Humoristen der Scuola Marc'Aurelio an. In den späten 1950er Jahren fing er an, als Drehbuchautor zu arbeiten, der meist Komödien verfasste. 1963 begann mit I marziani hanno dodici mani eine 25 Jahre andauernde künstlerische Partnerschaft mit Giuseppe Moccia. Zusammen schrieben und drehten sie zahlreiche Filme, oft mit Adriano Celentano. Dabei firmierten sie unter dem Namen Castellano & Pipolo auf. Ungeliebt von den Kritikern, aber erfolgreich beim Publikum, schrieben sie fast 100 Filme, darunter fünf der einhundert finanziell erfolgreichsten italienischen Kassenschlager.

## Filmografie (Auswahl)
Regisseur
- 1978: Onkel Addi (Zio Adolfo in arte Führer)
- 1979: Der Millionenfinger (Mani di velluto)
- 1980: Der gezähmte Widerspenstige (Il bisbetico domato)
- 1980: Meine Frau ist eine Hexe (Mia moglie è una strega)
- 1981: Asso
- 1981: Gib dem Affen Zucker (Innamorato pazzo)
- 1982: Wer hat dem Affen den Zucker geklaut? (Grand hotel Excelsior)
- 1982: Wild trieben es die alten Hunnen (Attila flagello di Dio) (& Drehbuch)
- 1983: Besondere Kennzeichen: Bellissimo (Segni particolari: bellissimo)
- 1984: Der Junge vom Land (Il ragazzo di campagna)
- 1984: Spiegelei und Coca Cola (College)
- 1986: Im Kaufhaus ist die Hölle los (Grandi magazzini)
- 1986: Der Brummbär (Il burbero)
- 1992: Immer Ärger mit den Nachbarn (Ci hai rotto papa)

Drehbuchautor
- 1959: Mein schöner Ehemann
- 1961: Zwei in einem Stiefel (Il federale)
- 1964: Der Donnerstag (Il giovedì)
- 1964: Die letzten Zwei vom Rio Bravo (Le pistole non discutono)
- 1966: Das gewisse Etwas der Frauen (Come imparai ad amare le donne)
- 1972: Providenza! – Mausefalle für zwei schräge Vögel (La vita a volte è molto dura, vero Provvidenza?)
- 1973: Ci risiamo, vero Provvidenza?
- 1974: Herr Oberst haben eine Macke (Il colonnello Buttiglione diventa generale)
- 1974: Die unglaubwürdigen Abenteuer der Italiener in Russland (Una matta, matta, matta corsa in Russia)
- 1976: Hector, der Ritter ohne Furcht und Tadel (Il soldato di ventura)
- 1987: Gauner haben’s schwer